# Ilhas Pescadores

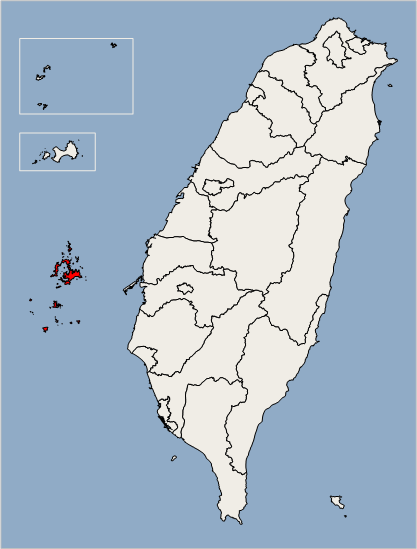
Localização das Ilhas Pescadores (em vermelho) dentro da República da China (em cinza)

As Ilhas Pescadores ou Penghu (em chinês: 澎湖縣) são um arquipélago na costa oeste de Taiwan, no Estreito de Taiwan, na Ásia. Consistem em 90 pequenas ilhas que cobrem uma área de 141 quilômetros quadrados. Elas são administradas sob a denominação de Condado de Penghu, pertencente à República de Taiwan, nação disputada pela República da China com reconhecimento internacional limitado.
Do meio do século XVII até 1895, Formosa (Taiwan) e a Ilhas Pescadores foram governadas por piratas, pelo Império Holandês, pelo Reino Koxinga e pela Dinastia Qing, sucessivamente. A Dinastia Qing cedeu então as ilhas para o Japão em 1895 pelo Tratado Sino-Japonês de Shimonoseki. Pela Declaração do Cairo, de 1943, os Estados Unidos, o Reino Unido e a República da China declararam que era seu propósito "que todos os territórios que o Japão tinha roubado dos chineses, tais como Formosa e Pescadores, deveriam ser devolvidos para a República da China. Em 26 de Julho de 1945, os três governos lançaram a Declaração de Potsdam, declarando que "os termos da Declaração de Cairo deveriam ser executados". No Tratado de São Francisco, o Japão renunciou a sua soberania de Formosa e Pescadores, mas não estabeleceu sua disposição final. O arquipélago tem sido administrado pela República da China como parte da Província de Taiwan desde 1945, ainda que o status de Taiwan enquanto província seja discutível.

## Partes do Condado
- Cidade de Magong (Ilha Rainha dos Céus)
- Município de Husi (Ilha o Poente do Lago)
- Município de Baisha (Ilha Areia Branca)
- Município de Siyu (Ilha dos Pescadores)
- Município de Cimei (Ilha dos Sete Princesas)
- Município de Wang-an (Ilha da Esperança)

Ao todo, existem 97 pequenas cidades no arquipélago.